# گوشت کانگورو

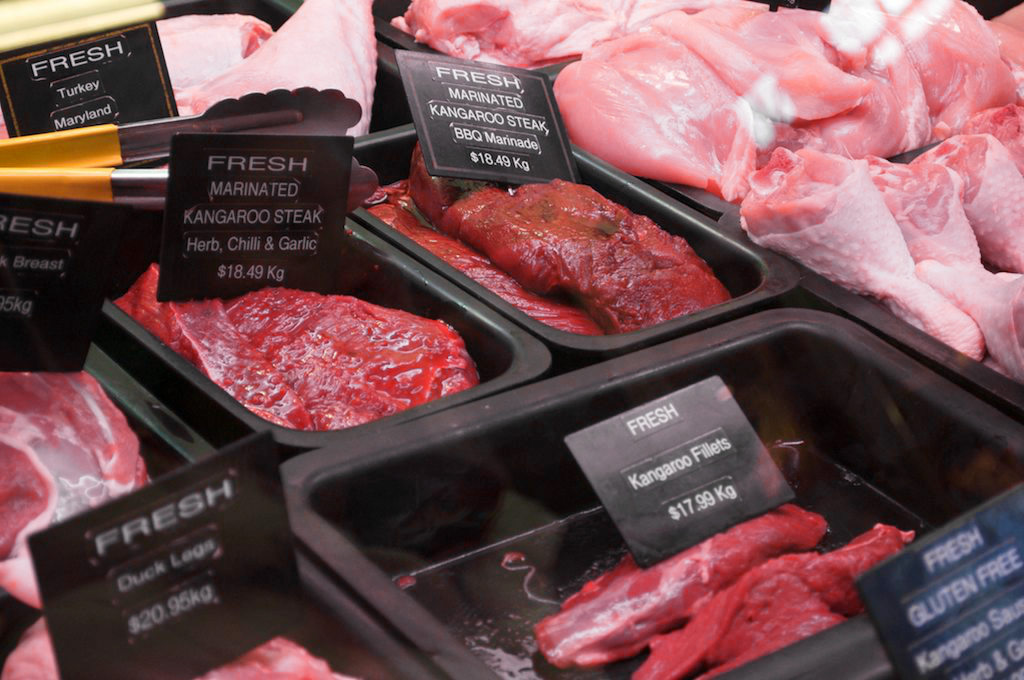
فروش گوشت کانگورو در استرالیا

گوشت کانگورو فراورده‌ای است که در کشور استرالیا که از شکار برخی گونه‌های بزرگ‌اندام کانگورو که در طبیعت زندگی می‌کنند به‌دست می‌آید.
گوشت کانگورو به میزان وسیعی در این کشور تولید می‌شود. در سال ۲۰۱۰ میلادی استرالیا این نوع گوشت را به بیش از ۵۵ کشور جهان صادر کرده‌است.

## مشخصات گوشت کانگورو
این گوشت پروتئین فراوان و چربی اندکی (در حدود ۲درصد) دارد و برای سلامتی مفید تشخیص داده شده‌است.

## بازار گوشت کانگورو
امروزه در بیشتر فروشگاه‌های بزرگ استرالیا این گوشت به صورت فیله، استیک، چرخ‌کرده و سوسیس به خریداران عرضه می‌شود.
گوشت کانگورو از سال ۱۹۵۹ میلادی تاکنون از استرالیا به کشورهای جهان به ویژه بازار مصرف اروپا صادر می‌شود. آلمان، فرانسه، انگلستان، روسیه و برخی کشورهای دیگر از واردکنندگان این گوشت به‌شمار می‌روند. استرالیا هفتاد درصد از گوشت تولیدی را صادر می‌کند.

## گوشت کانگورو در اسلام
اغلب مراجع تقلید از جمله خامنه‌ای، سیستانی، صافی گلپایگانی و نوری همدانی خوردن گوشت کانگورو را جایز نمی‌دانند؛ اما مکارم شیرازی مصرف آن را در صورت ذبح شرعی حلال دانسته‌است.